# Jessica Rinaldiová
Jessica Rinaldiová (nepřechýleně Rinaldi) je americká fotoreportérka z Boston Globe, která získala Pulitzerovu cenu za fotografický příběh týraného dítěte.

## Mládí
Rinaldiová vystudovala Bostonskou univerzitu v roce 2001 s titulem B.S. v žurnalistice. Deset let byla smluvní fotografkou společnosti Reuters a získala několik ocenění.

## Pulitzerova cena
Umělkyně získala Pulitzerovu cenu za fotografický dokument o sedmiletém Strideru Wolfovi. Ve dvou letech byl Wolf tvrdě zbit svými rodiči a podstoupil operaci poškozených orgánů. Jizvy na jeho těle jsou na autorčiných snímcích velmi dobře znatelné. Fotografie dokumentují Wolfa žijícího se svými prarodiči na venkově v Maine. Během dokumentování a popularizace příběhu, byla také zahájena kampaň GoFundMe, která pro Wolfa a jeho opatrovníky získala téměř 20 000 dolarů.
Další autorčin cyklus se zabýval životem lidí závislých na heroinu ve východním Bostonu.